# Canton du Puy-en-Velay-Sud-Ouest
Le canton du Puy-en-Velay-Sud-Ouest est une ancienne division administrative française, située dans le département de la Haute-Loire en région Auvergne.

## Composition
Le canton du Puy-en-Velay-Sud-Ouest se compose d’une fraction de la commune du Puy-en-Velay et d'une autre commune. Il compte 8 079 habitants (population municipale) au 1er janvier 2012.
| Nom                         | Code Insee | Intercommunalité   | Population (dernière pop. légale)              |
| --------------------------- | ---------- | ------------------ | ---------------------------------------------- |
| Le Puy-en-Velay (chef-lieu) | 43157      | CA du Puy-en-Velay | Fraction : 4 659(2012) Commune : 18 634 (2014) |
| Vals-près-le-Puy            | 43251      | CA du Puy-en-Velay | 3 345 (2014)                                   |

## Histoire
Le canton a été créé en 1973. (Décret du 2 août 1973, création des cantons Le Puy-Nord, Le Puy-Est, Le Puy-Ouest et Le Puy-Sud-Ouest, division du canton Le Puy Nord-Ouest qui disparait, et du canton Le Puy-Sud-Est qui demeure)..
Il a été supprimé en mars 2015 à la suite du redécoupage des cantons du département : les limites cantonales du Puy-en-Velay sont modifiées et Vals-près-le-Puy est rattachée au premier canton.

## Représentation
| Période                  | Identité              | Parti     | Qualité |
| ------------------------ | --------------------- | --------- | --- |
| Canton créé en 1973.     |                       |           | |
| 1973-1976                | François Morison      | RI        | Ancien conseiller général du Canton du Puy-en-Velay-Sud-Est (1962-1964) |
| 1976-1978 (invalidation) | Jean Pradel           | PS        | Ingénieur du Génie rural, suppléant du député Louis Eyraud (1976-1978) Adjoint au maire de Vals-près-le-Puy                                                                     |
| 1979-1994                | André Reynaud         | UDF-CDS   | Maire de Vals-près-le-Puy directeur d'école d'application (Éducation nationale)                                                                                                 |
| 1994-2001                | Jean-Pierre Alix      | DVD       | Adjoint au maire du Puy-en-Velay (1983-2001) Président du district urbain du Puy-en-Velay (1995-2000) Président de la communauté d'agglomération du Puy-en-Velay de 2000 à 2001 |
| 2001-2008                | Jean-Jacques Orfeuvre | Les Verts | Directeur d'établissement médico-social Président du Réseau Ecologie Nature 43 Conseiller municipal du Puy                                                                      |
| 2008-2015                | Marc Boléa            | DVD       | Adjoint au maire de Vals-près-le-Puy Elu en 2015 dans le Canton du Puy-en-Velay-1                                                                                               |

## Démographie
| 1990  | 1999  | 2006  | 2011  | 2012  |
| ----- | ----- | ----- | ----- | ----- |
| 8 249 | 8 119 | 8 018 | 8 358 | 8 079 |